# Elijah Hughes
Elijah Wayne Hughes (ur. 10 marca 1998 w Poughkeepsie) – amerykański koszykarz, występujący na pozycjach niskiego skrzydłowego.
9 lutego 2022 został wytransferowany do Portland Trail Blazers.

## Osiągnięcia
Stan na 25 października 2023, na podstawie, o ile nie zaznaczono inaczej.
NCAA
- Uczestnik rozgrywek turnieju NCAA (2019)
- Zaliczony do I składu ACC (2020)
- Lider konferencji Atlantic Coast (ACC) w:
  - średniej punktów (2020 – 19)
  - liczbie:
    - punktów (2020 – 609)
    - oddanych rzutów z gry (2020 – 464)